# Fitogeografia
Fitogeografia (geografia roślin) – dział biogeografii i botaniki (dokładniej geobotaniki) zajmujący się badaniem rozmieszczenia roślin na kuli ziemskiej i jego przyczynami.

## Czynniki wpływające na rozmieszczenie roślin
Przyczyny różnorodności układów florystyczno-ekologicznych leżą w zróżnicowaniu predyspozycji ekologicznych roślin i ustroju ich organizmów. Skutkiem tego jest zajmowanie lub preferowanie określonych siedlisk przez pewne gatunki roślin. Duże znaczenie ma również bezpośredni wpływ i oddziaływanie wzajemne roślin na siebie, wzajemne antagonizmy oraz konkurencja międzygatunkowa i osobnicza. Bardzo ważnym czynnikiem wpływającym na rozmieszczenie roślin na kuli ziemskiej ma również przeszłość, czyli przyczyny biogenetyczne. Ewolucja wymusza i przynosi nowe formy o nowych wymaganiach ekologicznych, nowych wymaganiach innych od form wyjściowych. To ewolucja powoduje przystosowywanie się roślin do nowych, zmieniających się warunków, co przejawia się różnicowaniem się gatunków, powstawaniem nowych taksonów.
Innym czynnikiem wpływającym na rozmieszczenie geograficzne roślin jest światło ze względu na zróżnicowanie jego intensywności i długości naświetlenia na różnych szerokościach geograficznych. Wiąże się z tym zróżnicowanie roślin na gatunki tzw. krótkiego i długiego dnia (jedne wymagają do rozwoju krótszych okresów naświetlenia, drugie dłuższych). Także zapotrzebowanie na ciepło ma wpływ na rozmieszczenie roślin. Wiele gatunków wymaga określonej amplitudy temperatur, cyklicznej zmiany pór roku czy np. prawie niezmiennej temperatury przez cały rok. Ważną cechą decydującą o rozmieszczeniu i występowaniu gatunków jest zapotrzebowanie na wodę. Każdy gatunek charakteryzuje się specyficzną gospodarką wodną co oznacza preferencję określonych siedlisk. Spotykamy więc tzw. hydrofity, czyli rośliny wodne, higrofity – rośliny lądowe o średnich wymaganiach wodnych, ale znoszących przejściową suszę oraz kserofity – rośliny znoszące okresową lub długotrwałą suszę. Duże znaczenie dla rozmieszczenia roślin ma ich odporność na wiatr. Wiele roślin wykorzystuje ruchy powietrza w procesie zapylania i rozsiewania nasion.
Niebagatelną rolę w rozmieszczeniu szaty roślinnej ma również skład chemiczny gleby. Niektóre rośliny mają bardzo małe wymagania troficzne i zajmują ubogie siedliska, inne natomiast mają bardzo duże wymagania siedliskowe i zajmują te bogate w składniki odżywcze. Wiele gatunków roślin lubi podłoże o specyficznych właściwościach mechanicznych i w związku z tym wyróżnia się szereg grup ekologicznych roślin porastających luźne podłoże np. piaski, roślin skalistego podłoża, roślin płytkich gleb, czy też roślin szczelin skalnych. Jedną z istotniejszych cech niektórych roślin, która decyduje o ich występowaniu jest odporność na ogień. Przykładem takich roślin mogą być drzewa o bardzo grubej korowinie zwane pirofitami. Zależność od innych roślin również odgrywa decydującą rolę w rozmieszczeniu i występowaniu roślin, jak np. roślin pasożytniczych, półpasożytów, roślin symbiotycznych, saprofitów, epifitów czy lian. Spora część roślin wykazuje zależność od zwierząt, a przykładem mogą być rośliny zapylane tylko przez określony gatunek owada.
Różnorodność warunków ekologicznych i ich nierównomierne rozmieszczenie na kuli ziemskiej jest jedną z istotnych przyczyn przestrzennego ukształtowania się szaty roślinnej. Różnorodność ta zaznacza się wyraźnie w kształtowaniu zasięgu roślin występujących w środowisku wodnym lub powietrzno-lądowym. Różnice fizykochemiczne pomiędzy tymi dwoma środowiskami są diametralnie różne, co powoduje oczywiste zróżnicowanie rozmieszczenia roślin. Wielką rolę w funkcjonowaniu i rozprzestrzenianiu się ekosystemów roślinnych odgrywa konkurencja. Niektóre rośliny nie występują w ogóle na dogodnych dla siebie siedliskach, gdyż napotykają w nich zbyt dużą konkurencję. Przykładem jest problem wzrostu drzew na stepach, gdzie konkurencja traw nie pozwala na prawidłowy wzrost siewkom. W końcu ogromny wpływ na rozmieszczenie roślin ma działalność człowieka, związana z przekształcaniem środowiska i bezpośrednim, świadomym lub nie, przemieszczaniem roślin.

## Terminologia
- roślinność – flora – zbiorowisko roślinne – formacja roślinna – zespół roślinny – kosmopolita – endemit – relikt – zasięg
- las – tajga – las iglasty – las mieszany – las liściasty – las równikowy – namorzyny – las monsunowy – las galeriowy – las parkowy
- busz – makia – sawanna – step – lasostep – preria – łąka
- półpustynia – pustynia – oaza – tundra – pustynia lodowa
- piętro roślinności – regiel dolny – regiel górny – piętro kosodrzewiny – piętro alpejskie – hala – połonina